# Kartoffelquetschmaschine

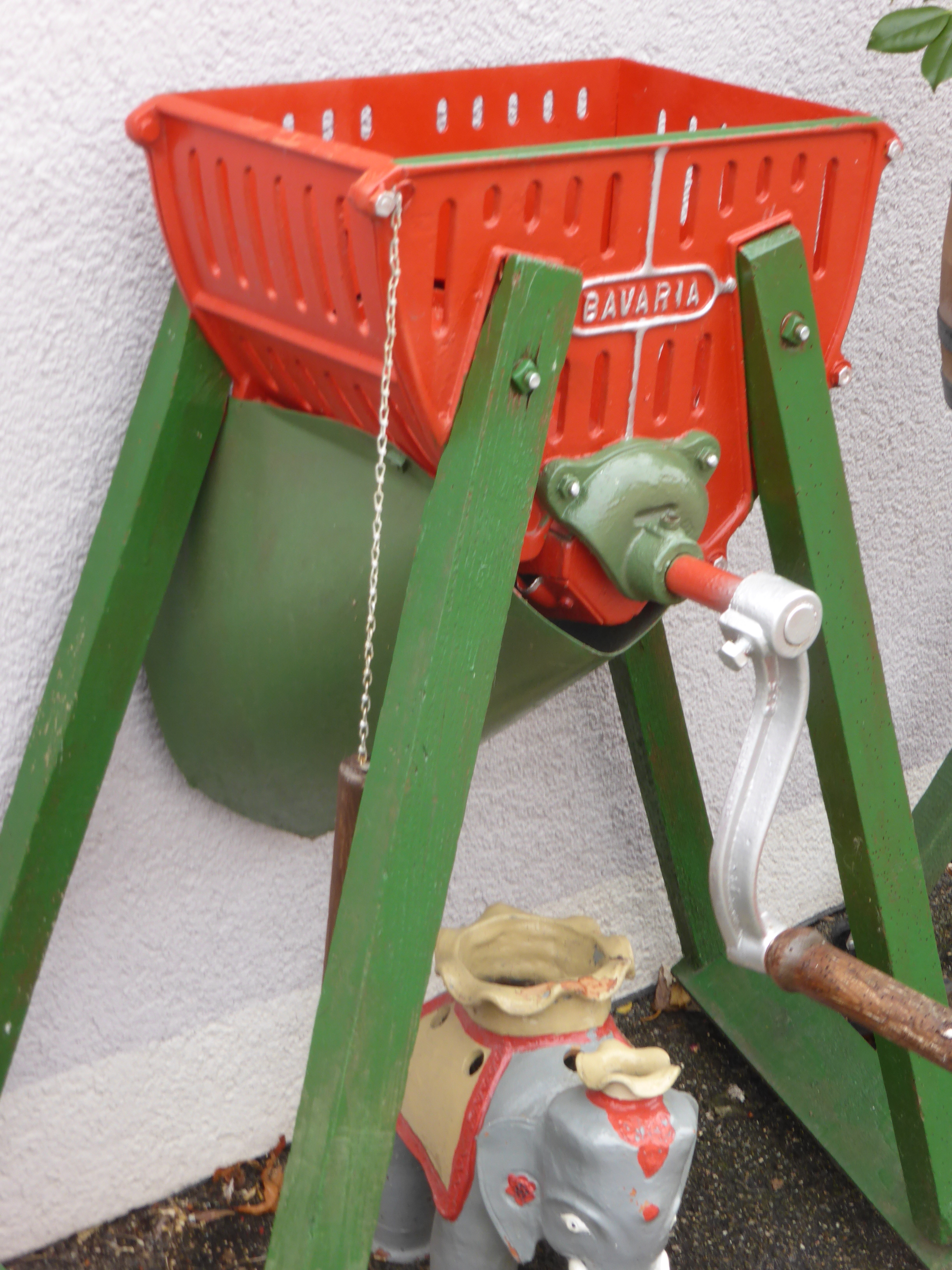
Kartoffelquetschmaschine

Die Kartoffelquetschmaschine war ein Gerät zur Zerkleinerung der gekochten oder gedämpften Kartoffeln zum Zweck der Verfütterung oder für die Herstellung von Spiritus.
In älterer Zeit wurden dafür Walzenmühlen angewendet, später benutzte man Ausblasevorrichtungen.
Für Fütterungszwecke wandte man mobile Kartoffelquetschmaschinen an, die aus einem Kasten bestanden, dessen Boden aus eisernen Stäben gebildet war. Eine mit eisernen Armen versehene Kurbelwelle zerkleinerte die Kartoffeln und zerdrückte sie, so dass sie durch die Stäbe des Bodens durchgeführt wurden.